# Laternaria spinolae
Laternaria spinolae är en insektsart som först beskrevs av John Obadiah Westwood 1842.  Laternaria spinolae ingår i släktet Laternaria och familjen lyktstritar. Inga underarter finns listade i Catalogue of Life.